# Bus Simulator 18

Bus Simulator 18 (також відомий як Bus Simulator на консолях) — це гра-симулятор автобуса, розроблена Stillalive Studios і видана Astragon Entertainment для Microsoft Windows, PlayStation 4 і Xbox One. Він працює на платформі Unreal Engine 4 і вперше був доступний у всьому світі 13 червня 2018 року. Це п'ята гра у серії Bus Simulator і є прямим продовженням Bus Simulator 16. Продовження під назвою Bus Simulator 21 було випущено у 2021 році

## Ігровий процес
Bus Simulator 18 містить велику карту вигаданого сучасного міста Seaside Valley, що складається з дванадцяти районів, що у 2,5 раза більше, ніж Bus Simulator 16. Гра дозволяє гравцям керувати вісьмома ліцензованими транспортними засобами від чотирьох різних виробників автобусів, включаючи Iveco, MAN, Mercedes-Benz і Setra, починаючи від автобусів з низькою підлогою і закінчуючи зчленованими автобусами. Як і її попередник, гра також використовує процедурну систему генерації, яка вимагає від гравців виконання різних місій, щоб відкрити нові райони. Що стосується управління, гравці можуть створювати власні автобусні лінії, а також купувати, продавати та модернізувати автобуси.

## Розробка та випуск
У травні 2018 року був випущений внутрішньоігровий трейлер. У порівнянні з Bus Simulator 16 на основі Unity, Bus Simulator 18 працює на основі Unreal Engine 4, який демонструє значно покращену графіку.  Він був випущений для Microsoft Windows у червні 2018 року, а модифікація та режим для кількох гравців були вперше представлені в серії Bus Simulator.  Версії для PlayStation 4 і Xbox One пізніше були доступні в серпні 2019 року під назвою Bus Simulator.  У травні 2019 року було випущено завантажуваний вміст розширення карти

## Рецепція
За даними агрегатора оглядів Metacritic, Bus Simulator 18 отримав «змішані або середні» відгуки.   
Кріс Джаррард із Shacknews поставив грі 6, написавши: «Bus Simulator 18 не змінює правила гри, і, чесно кажучи, це не найприємніший досвід, який я коли-небудь мав перед комп'ютером». У нього було три основні проблеми гри — брак контенту, багатокористувацькі баги та нудна кампанія.
Кріс О'Коннор з Impulse Gamer оцінив його на 4 з 5. Він вважав гру досить розслаблюючою, але вважав її зміст недостатньо глибоким.
Алек Мір із Rock, Paper, Shotgun насолоджувався атмосферою гри, яка настільки чудова, що він навіть хотів би стати водієм автобуса. Він каже: «Bus Simulator 18 викликає у мене глибоку симпатію до водіїв автобусів і великий жах, що я колись ним можу стати».
Енді Келлі з PC Gamer порівняв гру зі схожою за жанром відеогрою Euro Truck Simulator 2 від SCS Software, зазначивши, що гра, можливо, не така хороша, як симулятор вантажівки, але вона сповнена взаємодії, чого не вистачає у франшизі Truck Simulator.